# بالگردگاه دلامارتر
بالگردگاه دلامارتر (به انگلیسی: Delamarter Heliport) یک فرودگاه خصوصی است. این فرودگاه در شهر پندلتن، اورگن کشور ایالات متحده آمریکا قرار دارد و در ارتفاع ۳۸۸ متری از سطح دریا واقع شده‌است.